# Copa Italia 1959-60

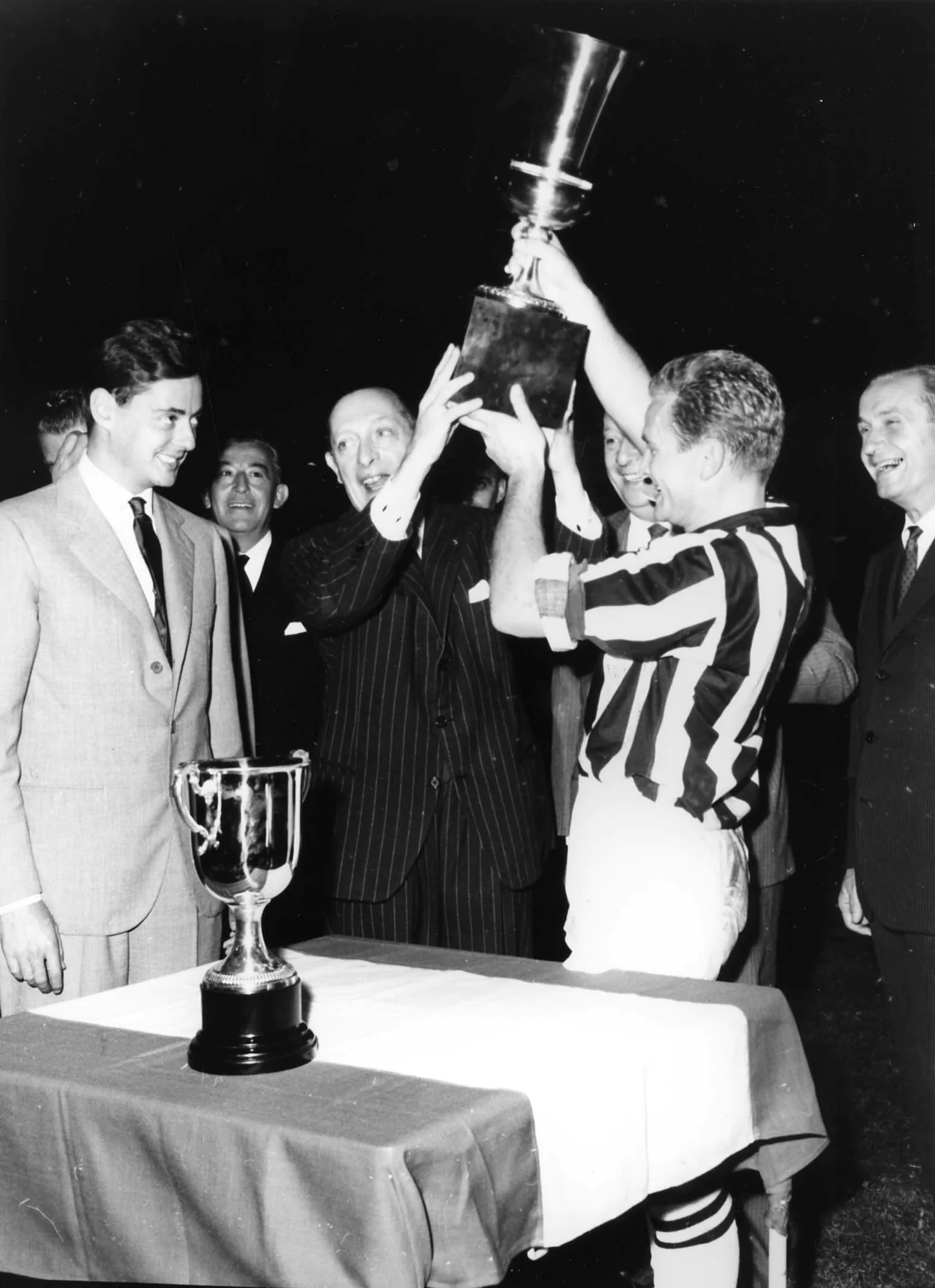
El capitán Giampiero Boniperti recibe la cuarta Copa Italia de la Juventus

La Copa Italia 1959-60 fue la edición número 12 del torneo. Juventus salió campeón tras ganarle al Fiorentina 3 a 0 en la final consiguiendo su cuarto título en esta competición.

## Final
|          | Resultado |            |
| -------- | --------- | ---------- |
| Juventus | 3 - 2     | Fiorentina |